# Скоропадський Іван Михайлович
Іва́н Миха́йлович Скоропа́дський  (30 січня (11 лютого) 1805, село Дунаєць Глухівського повіту Чернігівської губернії, нині Глухівського району Сумської області — 8 лютого 1887, Тростянець (нині — селище в Чернігівській області)) — український меценат, громадський та культурно-освітній діяч. У 1847—1853 роках був Полтавським губернським маршалком шляхти. Дід останнього гетьмана України — Павла Петровича Скоропадського.

## Родовід
|  |                                |  |  |  |  |  |  |  |  |  |  |  |  |  |  |  |
|  | Василій Скоропадський          |  |  |  |  |  |  |  |  |  |  |  |  |  |  |  |
|  |                                |  |  |  |  |  |  |  |  |  |  |  |  |  |  |  |
|  |                                |  |  |  |  |  |  |  |  |  |  |  |  |  |  |  |
|  | Михайло Скоропадський          |  |  |  |  |  |  |  |  |  |  |  |  |  |  |  |
|  |                                |  |  |  |  |  |  |  |  |  |  |  |  |  |  |  |
|  |                                |  |  |  |  |  |  |  |  |  |  |  |  |  |  |  |
|  | ім'я невідоме, з роду Грибович |  |  |  |  |  |  |  |  |  |  |  |  |  |  |  |
|  |                                |  |  |  |  |  |  |  |  |  |  |  |  |  |  |  |
|  |                                |  |  |  |  |  |  |  |  |  |  |  |  |  |  |  |
|  | Яків Скоропадський             |  |  |  |  |  |  |  |  |  |  |  |  |  |  |  |
|  |                                |  |  |  |  |  |  |  |  |  |  |  |  |  |  |  |
|  |                                |  |  |  |  |  |  |  |  |  |  |  |  |  |  |  |
|  | Юрій Четвертинський            |  |  |  |  |  |  |  |  |  |  |  |  |  |  |  |
|  |                                |  |  |  |  |  |  |  |  |  |  |  |  |  |  |  |
|  |                                |  |  |  |  |  |  |  |  |  |  |  |  |  |  |  |
|  | Уляна Четвертинська            |  |  |  |  |  |  |  |  |  |  |  |  |  |  |  |
|  |                                |  |  |  |  |  |  |  |  |  |  |  |  |  |  |  |
|  |                                |  |  |  |  |  |  |  |  |  |  |  |  |  |  |  |
|  | Анастасія Самойлович           |  |  |  |  |  |  |  |  |  |  |  |  |  |  |  |
|  |                                |  |  |  |  |  |  |  |  |  |  |  |  |  |  |  |
|  |                                |  |  |  |  |  |  |  |  |  |  |  |  |  |  |  |
|  | Михайло Скоропадський          |  |  |  |  |  |  |  |  |  |  |  |  |  |  |  |
|  |                                |  |  |  |  |  |  |  |  |  |  |  |  |  |  |  |
|  |                                |  |  |  |  |  |  |  |  |  |  |  |  |  |  |  |
|  | Лук'ян Закревський             |  |  |  |  |  |  |  |  |  |  |  |  |  |  |  |
|  |                                |  |  |  |  |  |  |  |  |  |  |  |  |  |  |  |
|  |                                |  |  |  |  |  |  |  |  |  |  |  |  |  |  |  |
|  | Йосип Закревський              |  |  |  |  |  |  |  |  |  |  |  |  |  |  |  |
|  |                                |  |  |  |  |  |  |  |  |  |  |  |  |  |  |  |
|  |                                |  |  |  |  |  |  |  |  |  |  |  |  |  |  |  |
|  | невідомо                       |  |  |  |  |  |  |  |  |  |  |  |  |  |  |  |
|  |                                |  |  |  |  |  |  |  |  |  |  |  |  |  |  |  |
|  |                                |  |  |  |  |  |  |  |  |  |  |  |  |  |  |  |
|  | Єфросинія Закревська           |  |  |  |  |  |  |  |  |  |  |  |  |  |  |  |
|  |                                |  |  |  |  |  |  |  |  |  |  |  |  |  |  |  |
|  |                                |  |  |  |  |  |  |  |  |  |  |  |  |  |  |  |
|  | Григорій Разумовський          |  |  |  |  |  |  |  |  |  |  |  |  |  |  |  |
|  |                                |  |  |  |  |  |  |  |  |  |  |  |  |  |  |  |
|  |                                |  |  |  |  |  |  |  |  |  |  |  |  |  |  |  |
|  | Анна Разумовська               |  |  |  |  |  |  |  |  |  |  |  |  |  |  |  |
|  |                                |  |  |  |  |  |  |  |  |  |  |  |  |  |  |  |
|  |                                |  |  |  |  |  |  |  |  |  |  |  |  |  |  |  |
|  | Наталія Разумовська            |  |  |  |  |  |  |  |  |  |  |  |  |  |  |  |
|  |                                |  |  |  |  |  |  |  |  |  |  |  |  |  |  |  |
|  |                                |  |  |  |  |  |  |  |  |  |  |  |  |  |  |  |
|  | Іван Скоропадський             |  |  |  |  |  |  |  |  |  |  |  |  |  |  |  |
|  |                                |  |  |  |  |  |  |  |  |  |  |  |  |  |  |  |
|  |                                |  |  |  |  |  |  |  |  |  |  |  |  |  |  |  |
|  | Федір Маркевич                 |  |  |  |  |  |  |  |  |  |  |  |  |  |  |  |
|  |                                |  |  |  |  |  |  |  |  |  |  |  |  |  |  |  |
|  |                                |  |  |  |  |  |  |  |  |  |  |  |  |  |  |  |
|  | Андрій Маркевич                |  |  |  |  |  |  |  |  |  |  |  |  |  |  |  |
|  |                                |  |  |  |  |  |  |  |  |  |  |  |  |  |  |  |
|  |                                |  |  |  |  |  |  |  |  |  |  |  |  |  |  |  |
|  | Катерина Томара                |  |  |  |  |  |  |  |  |  |  |  |  |  |  |  |
|  |                                |  |  |  |  |  |  |  |  |  |  |  |  |  |  |  |
|  |                                |  |  |  |  |  |  |  |  |  |  |  |  |  |  |  |
|  | Іван Маркевич                  |  |  |  |  |  |  |  |  |  |  |  |  |  |  |  |
|  |                                |  |  |  |  |  |  |  |  |  |  |  |  |  |  |  |
|  |                                |  |  |  |  |  |  |  |  |  |  |  |  |  |  |  |
|  | Андрій Горленко                |  |  |  |  |  |  |  |  |  |  |  |  |  |  |  |
|  |                                |  |  |  |  |  |  |  |  |  |  |  |  |  |  |  |
|  |                                |  |  |  |  |  |  |  |  |  |  |  |  |  |  |  |
|  | Уляна Горленко                 |  |  |  |  |  |  |  |  |  |  |  |  |  |  |  |
|  |                                |  |  |  |  |  |  |  |  |  |  |  |  |  |  |  |
|  |                                |  |  |  |  |  |  |  |  |  |  |  |  |  |  |  |
|  | Марія Апостол                  |  |  |  |  |  |  |  |  |  |  |  |  |  |  |  |
|  |                                |  |  |  |  |  |  |  |  |  |  |  |  |  |  |  |
|  |                                |  |  |  |  |  |  |  |  |  |  |  |  |  |  |  |
|  | Пульхерія Маркевич             |  |  |  |  |  |  |  |  |  |  |  |  |  |  |  |
|  |                                |  |  |  |  |  |  |  |  |  |  |  |  |  |  |  |
|  |                                |  |  |  |  |  |  |  |  |  |  |  |  |  |  |  |
|  | Василь Кочубей                 |  |  |  |  |  |  |  |  |  |  |  |  |  |  |  |
|  |                                |  |  |  |  |  |  |  |  |  |  |  |  |  |  |  |
|  |                                |  |  |  |  |  |  |  |  |  |  |  |  |  |  |  |
|  | Василь Кочубей                 |  |  |  |  |  |  |  |  |  |  |  |  |  |  |  |
|  |                                |  |  |  |  |  |  |  |  |  |  |  |  |  |  |  |
|  |                                |  |  |  |  |  |  |  |  |  |  |  |  |  |  |  |
|  | Анастасія Апостол              |  |  |  |  |  |  |  |  |  |  |  |  |  |  |  |
|  |                                |  |  |  |  |  |  |  |  |  |  |  |  |  |  |  |
|  |                                |  |  |  |  |  |  |  |  |  |  |  |  |  |  |  |
|  | Єлизавета Кочубей              |  |  |  |  |  |  |  |  |  |  |  |  |  |  |  |
|  |                                |  |  |  |  |  |  |  |  |  |  |  |  |  |  |  |
|  |                                |  |  |  |  |  |  |  |  |  |  |  |  |  |  |  |
|  | Дем'ян Оболонський             |  |  |  |  |  |  |  |  |  |  |  |  |  |  |  |
|  |                                |  |  |  |  |  |  |  |  |  |  |  |  |  |  |  |
|  |                                |  |  |  |  |  |  |  |  |  |  |  |  |  |  |  |
|  | Марта Оболонська               |  |  |  |  |  |  |  |  |  |  |  |  |  |  |  |
|  |                                |  |  |  |  |  |  |  |  |  |  |  |  |  |  |  |
|  |                                |  |  |  |  |  |  |  |  |  |  |  |  |  |  |  |
|  | Тетяна Родзянко                |  |  |  |  |  |  |  |  |  |  |  |  |  |  |  |
|  |                                |  |  |  |  |  |  |  |  |  |  |  |  |  |  |  |
|  |                                |  |  |  |  |  |  |  |  |  |  |  |  |  |  |  |

## Біографія
Народився у родині секунд-майора Михайла Скоропадського та Пульхерії Маркевич.
Здобув досить ґрунтовну домашню освіту. Знав кілька європейських мов, добре володів українською.
У молоді роки взірцем для Скоропадського став його двоюрідний брат Микола Маркевич, згодом відомий український історик, письменник, «найінтелігентніший українець XIX століття».
20-річний Іван Скоропадський вступив на військову службу юнкером Сіверського кінно-єгерського полку. Через два роки його перевели до Нарвського гусарського полку.
Військова кар'єра не влаштовувала Скоропадського — 3 грудня 1832 року він залишив військо і вступив на цивільну службу чиновником у канцелярію Конотопського предводителя дворянства. 4 грудня 1838 року його було звільнено звідти у чині губернського секретаря.
Два терміни (1844—1850) обирався предводителем дворянства Прилуцького повіту.
1830 року Скоропадський одружився з Єлизаветою Петрівною Тарновською; мав з нею трьох дітей — сина Петра та дочок Єлизавету і Наталію. У спадок від батьків Іван Михайлович отримав великий наділ землі з хутірцем на берегах степової річечки Тростянець, притоки Лисогору.
У 1847—1853 роках І. Скоропадський обирався маршалком шляхти Полтавської губернії. 8 квітня 1851 року Іван Михайлович став надвірним радником.
Брав активну участь у визволенні кріпаків і щиро дбав про освіту свого народу. 1865, коли в Україні ввели земське управління, Івана Скоропадського обрали на дуже почесну й відповідальну посаду — голови Прилуцької повітової училищної ради. Підібравши собі доброго помічника — Івана Павловича Мачуху, він активно взявся за ввірену справу і досяг у ній найкращих результатів. Невдовзі Прилуцький повіт посів перше місце на теренах Полтавщини за кількістю шкіл та учнів у них. Так, коли у сусідньому Лубенському повіті налічувалося 33 училища і 558 учнів, то у Прилуцькому — 72 училища та 1237 учнів.
1867 Скоропадський заснував пансіон для підготовки народних учителів; вихованцями цього закладу могли стати лише селянські діти, найкращі випускники сільських училищ. Усі вони перебували на повному утриманні Івана Михайловича. 1870 відбувся перший випуск пансіону, після чого меценат закрив його, заснувавши натомість перше у місті жіноче початкове училище, що пропрацювало 10 років. Ціла низка шкіл та гімназій в Україні завдячують своїм існуванням саме Скоропадському.

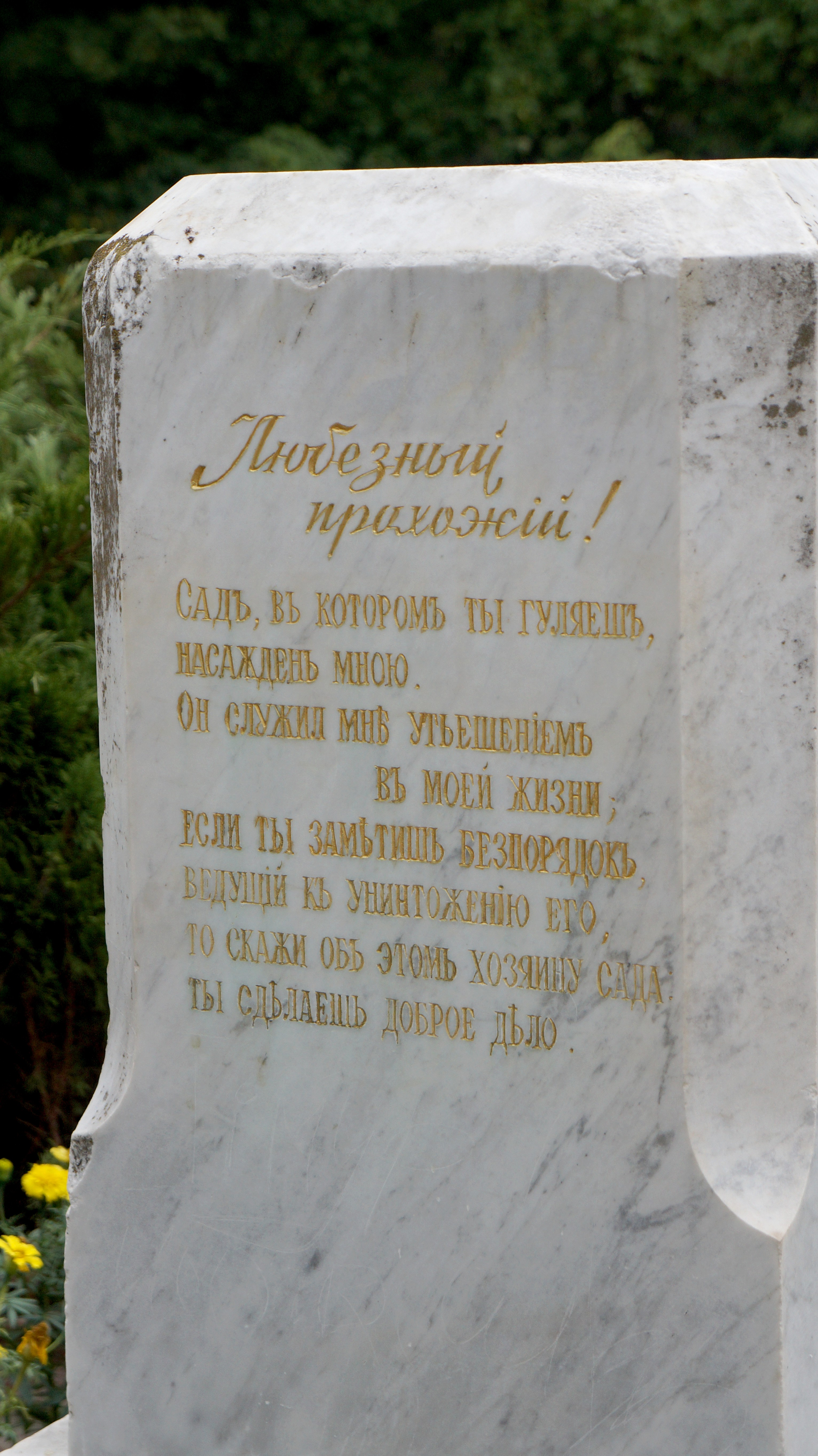
Надгробний камінь на могилі І. М. Скоропадського

Як людина надзвичайно діяльна, чесна і безкорислива, Іван Михайлович мав беззаперечний авторитет серед усіх, хто його знав. Вдячні земляки близько 1870 надали Івану Скоропадському, першому в історії Прилук, звання Почесного громадянина міста. З дозволу імператора у міській управі поряд із портретами осіб царського дому помістили портрет Івана Михайловича. Крім того, прилучани назвали іменем Скоропадського вулицю, на якій була його садиба з прекрасним парком, що мав назву «Острівки». Нині — це територія ефіроолійного комбінату. Скоропадську вулицю перейменували 1919 року, давши їй ім'я більшовика Бособрода .
Скоропадський мав у Прилуках ще одну садибу, тепер там розташувалася гімназія № 1. У садибі були великий будинок, що виходив фасадом на вулицю Київську, і двоповерховий флігель у парку. За незначну суму Іван Михайлович продав цю садибу місту під чоловічу гімназію, до заснування якої він доклав чимало зусиль і коштів.
Скоропадський належав до заможних людей. У середині 19 століття у Прилуцькому повіті Полтавської губернії та Конотопському, Сосницькому й Глухівському повітах Чернігівської губернії він мав 2050 кріпаків і 7 тисяч десятин землі.

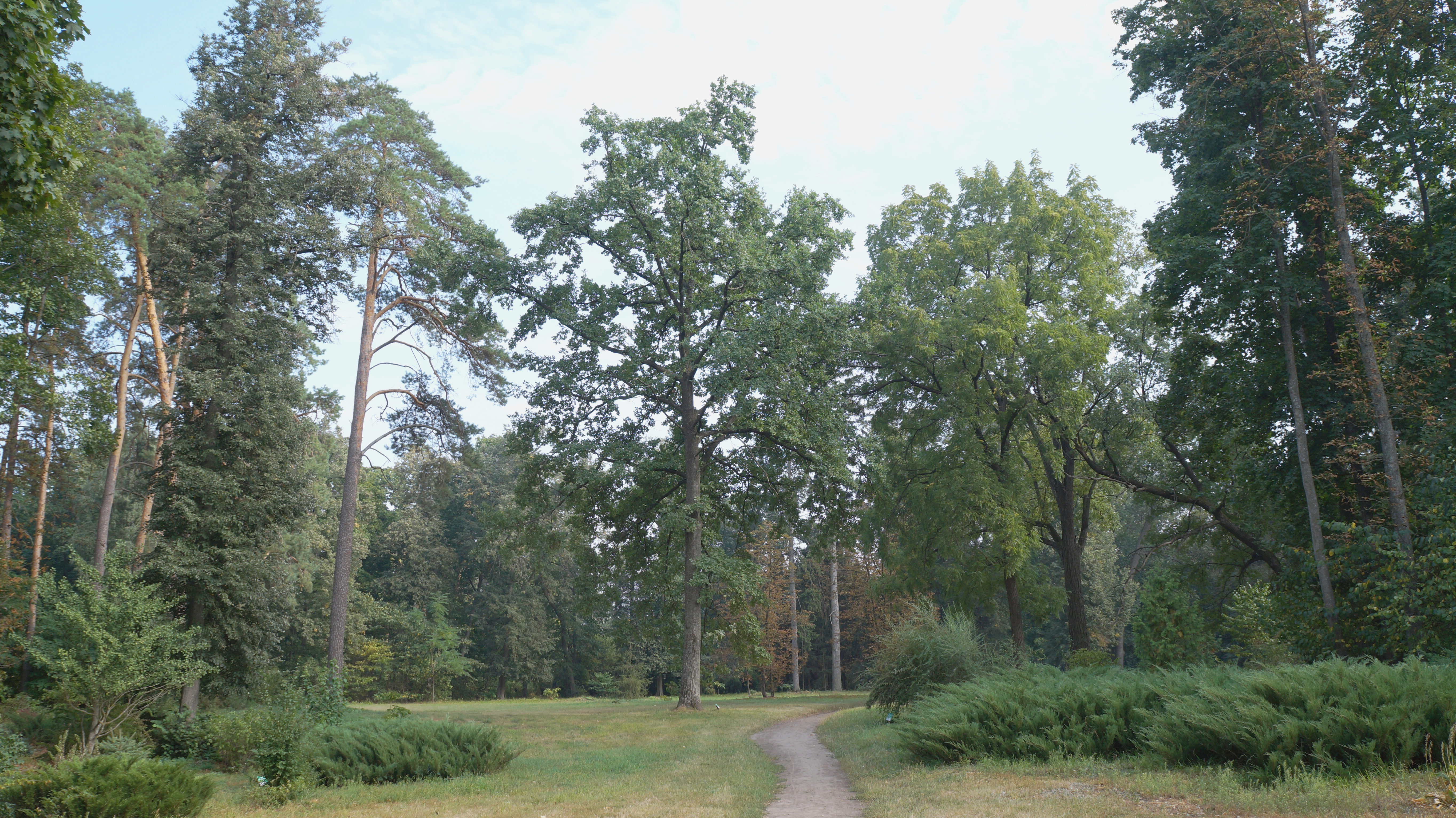
Державний дендрологічний парк «Тростянець» НАН України

Головною метою свого життя Іван Скоропадський вважав створення небаченого у краї Тростянецького парку. Саме там, у Тростянці, він жив і творив диво, яким досі не перестають милуватися люди. Ще 1833 Скоропадський спорудив у Тростянці головний панський дім і розпочав будівництво величезного парку. Улаштування штучних озер, гір, ущелин, мостів та альтанок, завезення з усіх кінців світу екзотичних рослин, дерев і кущів тривали до самої смерті господаря. У результаті титанічної праці і самого Скоропадського, і вченого-садівника Карла Шлінглофа, і місцевого садівника Круподері, і ще сотень і сотень невідомих грабарів і садівників з'явився один із найкращих дендрологічних парків Європи.
Із спогадів онука Івана Михайловича, Павла Петровича Скоропадського, майбутнього гетьмана України (1918):
|  | У Івана Михайловича була одна пристрасть: це любов до природи. Живучи, як я вже говорив вище, постійно у Тростянці та маючи великі кошти, він створив Тростянецький парк, який під кінець його життя являв собою визначну пам'ятку України. Не говорячи про художню сторону останнього, що дивувала усіх, хто мав можливість побувати в ньому, парк цій за кількістю рідкісних екземплярів дерев, зібраних в ньому, міг конкурювати з першокласними ботанічними садами Європи. В цьому парку ми звичайно проводили літні місяці, а нерідко й осінь, перші роки просто віддаючись всіляким дитячим іграм... |

Іван Михайлович славився гостинністю й добротою, гарною господарською жилкою. За спогадами його онука — останнього гетьмана України Павла Петровича Скоропадського, у величезному тростянецькому маєтку, який сторожував усього лише один чоловік, ніколи не було крадіжок. Це красномовно характеризує стосунки Івана Михайловича з підлеглими селянами і загалом з усіма людьми, що його оточували.

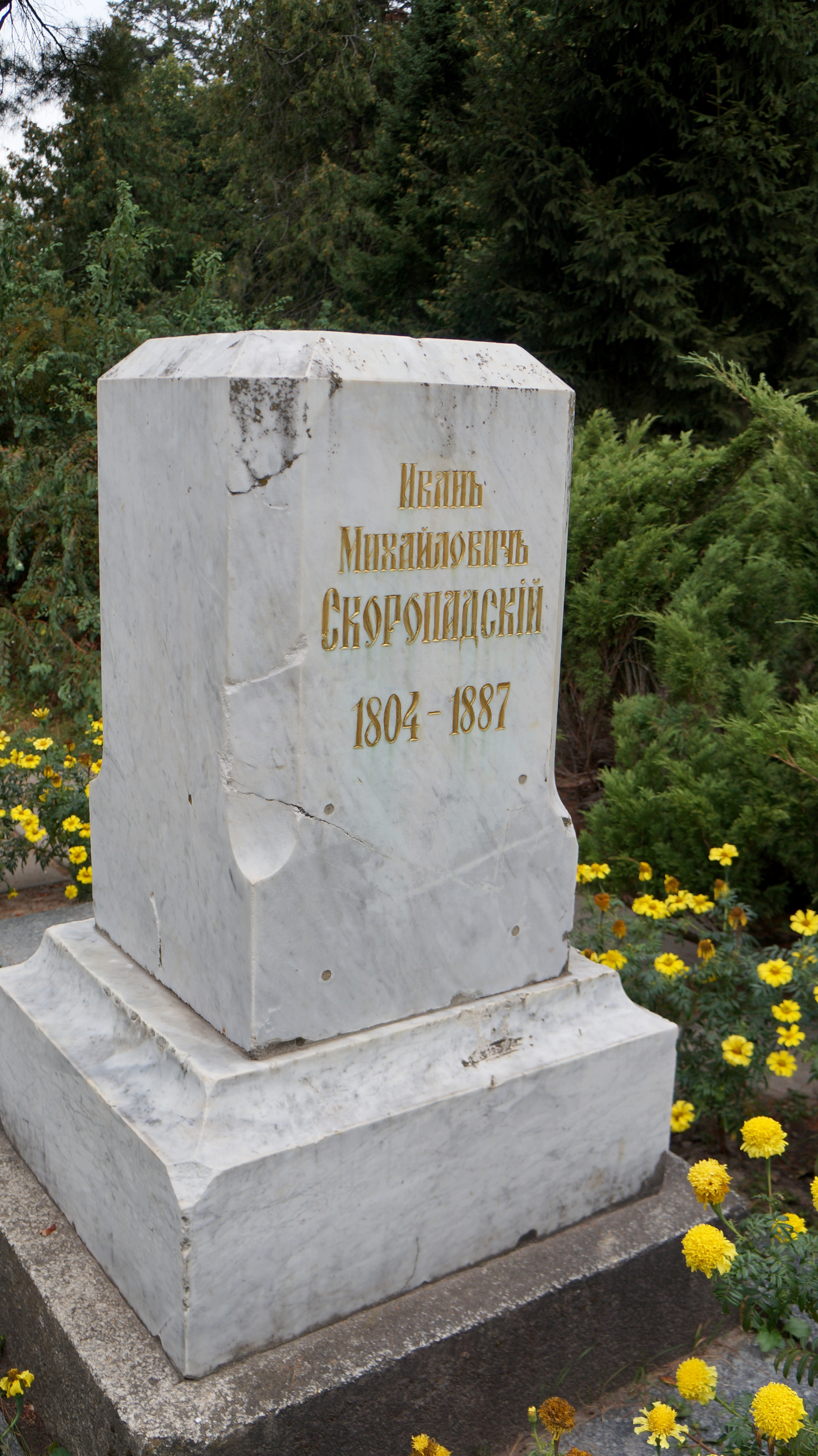
Надгробний камінь

Скоропадський понад усе любив природу, музику, українську народну пісню. Завдячуючи Скоропадському, Тростянець став культурним центром: у будинку господаря щотижня збиралися місцеві поміщики і проводили диспути, ділилися враженнями від літературних новинок, влаштовували концерти. Постійними гостями Скоропадського були Галагани, Тарновські, Милорадовичі, Маркевичі. На сцені домашнього театру виступали знамениті на той час українські музиканти Заремби — Владислав Іванович і його син Сигізмунд. Мандрівні лірники й кобзарі, яких Скоропадський обдаровував з особливою щедрістю, виконували старовинні думи й пісні.
Іван Михайлович дуже любив, щоб у його маєтку було багато гостей, і тому вся садиба, усі великі й малі флігелі, постійно заселялися приїжджими. Тут місяцями жили письменники, художники, артисти. У Тростянці подовгу перебував і творив свої полотна видатний живописець Микола Миколайович Ге. Він, до речі, намалював портрети Скоропадського і всіх членів його сімейства. Портрет Івана Михайловича роботи Ге близько 30 років зберігався у Прилуцькому музеї, але потім його вивезли до Чернігова. Тепер портрет експонується в обласному художньому музеї.
Достеменно відомо, що Скоропадський належав до когорти справжніх українських патріотів, що доводили це ділом. Стіни його тростянецького дому були завішані портретами гетьманів, почесне місце серед них займали портрет Івана Степановича Мазепи та кілька старовинних народних картин із зображеннями легендарного народного героя — козака Мамая.
Із спогадів онука Івана Михайловича, Павла Петровича Скоропадського:
|  | У домі [Івана Михайловича] отримувалась «Киевская Старина», читалися та обговорювалися книги Костомарова та інших українських письменників. Висів між гетьманами портрет Мазепи, такий ненависний всякому росіянину, в будинку йому не поклонялися, як це роблять тепер українці, вбачаючи в ньому символ української самостійності, а мовчки ставилися з симпатіями, причому тільки обурювались, що досі в соборах Великим постом Мазепі проголошували анафему, і сміялися над нелогічністю, що в Києві одночасно в Софійському соборі оголошують Мазепу анафему, а в Михайлівському монастирі за нього, як творця храму, підносять молитви за упокій душі... |

Українськими патріотами виросли й діти Івана Михайловича. Особливо це стосується його доньки — Єлизавети Іванівни Милорадович, котра за власний кошт видавала українські книжки, засновувала школи й бібліотеки. Та найбільша її заслуга перед українською культурою — заснування 1873 Наукового товариства імені Тараса Шевченка у Львові.
Помер Іван Михайлович 8 лютого 1887. Поховали його у найчарівнішому куточку диво-парку його улюбленого дітища. Ще й досі на залишках мармурового пам'ятника на могилі Скоропадського зберігається напис-заклинання покійного до прийдешніх поколінь: «Любезный прохожий! Сад, в котором ты гуляешь, насажден мною: он служил мне утешением в моей жизни; если ты заметишь беспорядок, ведущий к уничтожению его, то скажи об этом хозяину сада, ты сделаешь доброе дело».